# 刘浩存
{{藝人
| 姓名 = 刘浩存
| 類型 = 女演员
| 圖片 = 
| 圖片尺寸 = 
| 圖片簡介 = 
| 罗马拼音 = 
| 國籍 =  中华人民共和国
| 籍貫 = 吉林省长春市
| 昵称 = 
| 出生日期 = 2000年5月20日
| 出生地點 =  中国吉林通化辉南县
| 職業 = 演员
| 語言 = 普通话
| 教育程度 = 大学
| 出道地點 =  中国大陆
| 出道日期 = 2020年11月27日
| 出道作 = 《一秒鐘》
| 代表作 = 《陷入我們的熱戀》《一秒鐘》、《送你一朵小红花》、《脱轨》
| 活跃年代 = 2020年至今
| imdb = https://www.instagram.com/liuhaocunlhc_?igsh=d2R6MDQ3MWR2dm1i
| 母校 = 北京舞蹈学院
| 民族 = 汉族
配偶:宋威龍
劉浩存（2000年5月20日—），吉林通化辉南县人，中國大陸女演员，毕业于北京舞蹈学院2016级中国民族民间舞系。

## 生平
刘浩存曾就读于北京舞蹈學院附屬中等舞蹈學校中国舞2010級B班，其後以第一名成績考上北京舞蹈学院2016年中国民族民间舞學系。後被张艺谋簽約，出演电影《一秒钟》。
2021年，凭借《一秒鐘》斬獲第十五屆亞洲電影大獎最佳新人獎、第二部上映作品《送你一朵小红花》提名第34届中国电影金鸡奖最佳女主角。

## 影视作品

### 电影
| 上映年份 | 片名           | 角色          |
| 2020年   | 一秒鐘         | 刘闺女        |
| 2020年   | 送你一朵小红花 | 馬小遠        |
| 2021年   | 悬崖之上       | 小蘭          |
| 2022年   | 四海           | 周欢颂        |
| 2023年   | 龙马精神       | 罗小宝        |
| 2023年   | 念念相忘       | 許念念        |
| 2024年   | 灿烂的她       | 徐嘉怡/李斯然 |
| 2025年   | 想飞的女孩     | 田恬          |
| 待上映   | 消失的人       |               |

### 电视剧
| 播出年份 | 剧名           | 角色   | 備註   |
| 2023年   | 脱轨           | 江晓媛 | 网络剧 |
| 2024年   | 上甘岭         | 杜文锦 |        |
| 2025年   | 陷入我们的热恋 | 徐栀   | 网络剧 |
| 2025年   | 七根心简       | 木代   | 网络剧 |
| 待播     | 主角           | 忆秦娥 |        |

### 微電影
| 上映日期     | 作品名稱       | 角色   | 備註           |
| 2021年2月3日 | 往前走，一直在 | 劉浩存 | 中興手機宣傳片 |

## 音樂作品
| 播出日期       | 歌曲名稱   | 歌曲資料                      | 備註 |
| 2020年11月27日 | 一秒鐘     | 填詞：陳曦 編曲：董鼕鼕       | 電影《一秒鐘》主題曲 |
| 2021年2月11日  | 奔跑的青春 | 填詞：明天 譜曲：陈雪燃       | 與迪麗熱巴、李現、陳立農、THE9、時代少年團、珠海歌舞團合唱 |
| 2023年12月31日 | 明天會更好 | 詞曲：羅大佑 音樂製作人：小柯 | 與陳妍希、陳意涵、關曉彤、郭采潔、胡德夫、林心如、潘瑋柏、時代少年團、宋茜、王大陸、王鶴棣、王俊凱、王一博、王源、韋禮安、韋唯、吴奇隆、希林娜依·高、蕭敬騰、肖戰、蘇見信、顏人中、易烊千璽、於適、張靚穎、張信哲、周深合唱 |

## 公开活动

### 粉丝見面會、發布會
| 年份   | 日期    | 地點 | 主題                   | 備註 |
| 2023年 | 3月31日 | 北京 | 《龍馬精神》北京首映禮 |      |
| 2023年 | 4月5日  | 上海 | 《龍馬精神》上海首映禮 |      |
| 2023年 | 4月7日  | 廣州 | 《龍馬精神》廣州路演   |      |
| 2023年 | 8月18日 | 北京 | 《念念相忘》北京首映禮 |      |
| 2023年 | 8月19日 | 成都 | 《念念相忘》成都路演   |      |

### 頒獎典禮、時尚盛典
| 年份   | 日期     | 播放频道/平台 | 頒獎典禮 / 時尚盛典名称    | 備註 |
| 2021年 | 2月28日  | 微博          | 2020微博之夜               |      |
| 2022年 | 7月27日  |               | 第13屆青年電影手冊年度盛典 |      |
| 2022年 | 8月20日  | CCTV-6        | 第3屆廬山國際愛情電影周    |      |
| 2023年 | 5月23日  | CCTV-6        | 第18、19屆中國電影華表獎   |      |
| 2023年 | 12月5日  |               | 微博視界大會·微光盛典      |      |
| 2023年 | 12月22日 | 搜狐視頻      | 2023搜狐時尚盛典           |      |
| 2024年 | 1月13日  | 微博          | 2023微博之夜               |      |

### 晚会
| 年份   | 日期    | 播放平台         | 節目名稱                           | 備註 |
| 2021年 | 2月11日 | 中央廣播電視總台 | 2021年中央廣播電視總枱春節聯歡晚會 |      |
| 2021年 | 2月26日 | 中央廣播電視總台 | 2021年中央廣播電視總枱元宵晚會     |      |
| 2021年 | 9月21日 | CCTV-6           | 2021大灣區中秋電影音樂晚會         |      |
| 2022年 | 2月1日  | 河北衛視         | 中國文學藝術界2022春節大聯歡       |      |
| 2022年 | 2月5日  | 湖北衛視         | 2022年殘健融合春節文藝晚會         |      |
| 2022年 | 9月3日  | CCTV-6           | 電影頻道傳媒榮耀之夜               |      |
| 2023年 | 6月29日 | CCTV-6           | 2023灣區升明月大灣區電影音樂晚會   |      |
| 2024年 | 2月4日  | 吉林衛視         | 2024吉林衛視春節聯歡晚會           |      |

## 獎項及榮譽
| 年份   | 頒獎典禮                           | 獎項                             | 作品                           | 結果 |
| 2020年 | TATLER BALL尚流新星                | 尚流新星                         | 《一秒鐘》                     | 獲獎 |
| 2020年 | 電影頻道M榜                        | 年度最具潛力演員                 |                                | 獲獎 |
| 2021年 | 金榆花獎                           | 2020年華語電影大獎最佳新鋭影人獎 | 《一秒鐘》、《送你一朵小紅花》 | 獲獎 |
| 2021年 | 2020騰訊娛樂白皮書                 | 年度電影新演員                   | 《一秒鐘》、《送你一朵小紅花》 | 獲獎 |
| 2021年 | 2020百度娛樂人物                   | 年度最佳電影新人獎               |                                | 獲獎 |
| 2021年 | 2020中國銀幕風雲榜                 | 年度新人演員獎                   | 《一秒鐘》、《送你一朵小紅花》 | 獲獎 |
| 2021年 | 2020微博之夜                       | 微博年度期待演員                 |                                | 獲獎 |
| 2021年 | 第12屆青年電影手冊年度盛典         | 年度新演員                       | 《一秒鐘》                     | 獲獎 |
| 2021年 | 微博电影之夜                       | 年度最受关注演员                 |                                | 獲獎 |
| 2021年 | 第30届华鼎奖                       | 最佳新锐演员                     |                                | 獲獎 |
| 2021年 | 第18届电影频道传媒关注单元颁奖典礼 | 最受传媒关注新人女演员           |                                | 獲獎 |
| 2021年 | 第二十八届大学生电影节             | 最受大学生欢迎年度新人           | 《送你一朵小红花》             | 獲獎 |
| 2021年 | 第15屆亞洲電影大獎                 | 最佳新演员                       | 《一秒钟》                     | 獲獎 |
| 2021年 | 第八届文荣奖                       | 最佳青年女演员                   | 《一秒钟》                     | 獲獎 |
| 2021年 | 东京国际电影节中国电影周金鹤奖     | 最佳人气女演员奖                 |                                | 獲獎 |
| 2021年 | 中美电影节金天使奖                 | 年度最佳新晋演员奖               |                                | 獲獎 |
| 2021年 | 第34屆中国电影金鸡奖               | 最佳女主角                       | 《送你一朵小红花》             | 提名 |
| 2021年 | 第2屆光影中國榮譽盛典年度          | 榮譽推介新人演員                 |                                | 獲獎 |
| 2021年 | 2021騰訊娛樂白皮書                 | 新生代品質電影演員               |                                | 獲獎 |
| 2023年 | 第15屆澳門國際電影節金蓮花獎       | 最佳新人                         | 《龍馬精神》                   | 提名 |
| 2023年 | 微博視界大會                       | 年度突破演員                     |                                | 獲獎 |
| 2023年 | 2023搜狐時尚盛典                   | 年度潛力演員                     |                                | 獲獎 |
| 2024年 | 2023微博之夜                       | 年度期待演員                     |                                | 獲獎 |

## 爭議
刘浩存母亲一事： 2021年7月11日时，据媒体曝光称，吕淑娟（刘浩存母亲）曾开办舞蹈机构，在“下腰”动作时因重大过错致一6岁女孩瘫痪，构成受害者一级伤残，引起争议。经了解，事故发生在2012年，事故发生的第一时间，小女孩就被送往康达医院就诊后辗转北京儿童医院等多家医院就诊。小女孩在开庭前已出院，并未拖延治疗，但是落下了终身瘫痪。2021年7月14日，當事者家長接受記者張小寒採訪，表示2018年底已賠付完成，刘家會探望且有聯繫。